# Mehdi Bekheira
Mehdi Bekheira (21 dicembre 1988) è un ex giocatore di football americano francese che ha giocato come defensive lineman.

## Palmarès
- 1 World Games (2017)